# Postals des de Hollywood
Postals des de Hollywood (títol original en anglès Postcards from the Edge) és una pel·lícula estatunidenca dirigida per Mike Nichols, estrenada el 1990 i doblada al català.
La trama va sobre la jove Suzanne Vale, que vol fer carrera en el negoci de l'espectacle a Hollywood. Està enfrontada permanentment amb la seva mare Doris Mann, una cèlebre actriu que abusa del seu status per posar-se en la vida de la seva filla.

## Argument
L'actriu Suzanne Val (Meryl Streep) és una drogoaddicta en rehabilitació que tracta de recuperar la seva carrera d'actriu, feta trossos, i seguir endavant amb la seva vida després d'haver estat donada d'alta d'un centre de rehabilitació per deixar la seva addicció a la cocaïna, a l'àcid i a l'oxicodona. Després d'una sobredosi durant una cita sentimental, la seva mare la ingressa al centre de rehabilitació d'un centre d'emergències. Quan està a punt per tornar a treballar, el seu agent li informa que la pòlissa de l'assegurança de l'estudi la cobrirà únicament si viu amb una altra persona "responsable d'ella" com, per exemple, la seva mare, Doris Mann (Shirley MacLaine). Suzanne és molt reticent a tornar a viure amb la dona de la qual s'havia esforçat per escapar durant anys, després d'haver crescut a la seva ombra. La situació s'agreuja pel fet que Doris és forta, competitiva, manipuladora, absorta en si mateixa i molt donada a oferir a la seva filla consells no sol·licitats tot insinuant judicis de valor i la tracta com una nena.
El productor Jack Faulkner (Dennis Quaid) es troba amb Suzanne i li revela que ell va ser el que la va portar a l'hospital durant la seva última sobredosi, després d'això es besen. Suzanne, a continuació, accepta sortir amb ell. Durant el transcurs de la seva primera cita apassionada, ell li expressa el seu amor intens i etern, i ella creu cadascuna de les seves paraules a ulls clucs. No obstant això, l'eufòria de Suzanne dura molt poc; posteriorment s'assabenta per Evelyn Ames (Annette Bening), una actriu de repartiment de la seva última pel·lícula, que Jack també se'n va a dormir amb Evelyn. Encara vestida amb el vestit de policia uniformada d'una pel·lícula de segona categoria, Suzanne condueix a la casa de Jack i s'enfronta a ell. A mesura que la discussió puja de to, Jack li etziba a Suzanne que era molt més interessant quan intentava actuar sota la influència de les drogues.
A l'arribar a casa, Suzanne s'assabenta per Doris que el sòrdid representant de Suzanne, Marty Wiener, ha fugit amb tots els seus diners. Això condueix a una baralla verbal entre les dues dones, i Suzanne marxa de la casa enfurismada per anar a veure una sessió contínua. Allà, el director Lowell Kolchek (Gene Hackman), molt paternalista, li diu que té més feina per a ella sempre que romangui neta i sòbria. Suzanne arriba a casa i descobreix que Doris s'ha estavellat amb el seu cotxe contra un arbre després d'haver begut massa vi (i batuts Stolichnaya). Suzanne corre al costat del seu llit d'hospital, on les dues tenen una conversa a cor obert, mentre Suzanne fixa el maquillatge de la seva mare i li posa un mocador al cap per amagar el fet que la seva perruca s'havia omplert de sang al accident. En sentir-se millor, Doris s'omple de valor i s'enfronta als mitjans de comunicació que estan esperant que els atengui. Suzanne es troba amb el Dr. Frankenthal (Richard Dreyfuss), que li havia practicat el rentat d'estómac després de la seva última sobredosi, i ell la convida a anar a veure una pel·lícula. Ella diu que no, explicant-li que encara no està preparada per a una cita. El Dr. Frankenthal li diu que està disposat a esperar fins que ella ho estigui.

## Repartiment
- Meryl Streep: Suzanne Vale
- Shirley MacLaine: Doris Mann
- Dennis Quaid: Jack Faulkner
- Gene Hackman: Lowell Kolchek
- Richard Dreyfuss: el doctor Frankenthal
- Rob Reiner: Joe Pierce
- Mary Wickes: l'àvia
- Conrad Bain: l'avi
- Annette Bening: Evelyn Ames
- Simon Callow: Simon Asquith
- Gary Morton: Marty Wiener
- CCH Pounder: Julie Marsden
- Sidney Armus: Sid Roth
- Robin Bartlett: Aretha
- Barbara Garrick: Carol
- Anthony Heald: George Lazan

## Premis
- American Comedy Awards 1991: Premi a la millor actriu en un paper principal per Meryl Streep.
- Premi del Cercle de la crítica de cinema de Londres: Premi revelació de l'any per Annette Bening